# Etendeka Sengi
O Etendeka Sengi ( ou Rato com tromba / Rato com chifres) é um mamífero macroscelídeo da família dos Macroscelididae que habita os desertos e pastagens principalmente da região de Etendeka, na Namíbia ( na qual surgiu a origem de seu nome).  Apresenta pelo liso castanho ou cinza , caudas compridas, uma singular "tromba" ( não á toa, estes mamíferos são parentes distantes do elefantes) e  orelhas pequenas e arredondadas.As maiores ameaças para este ser vivo são: turismo agricultura, aquecimento global e a degradação de seu ambiente natural. Tais animais foram descobertos recentemente, portanto não há dados precisos de diversos quesitos sobre á espécie.